# Magnitude adimensional

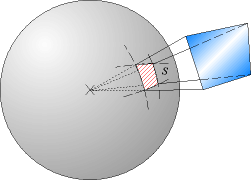
Um ângulo sólido medido em esferorradianos é um exemplo de uma grandeza adimensional.

Na análise dimensional, uma magnitude adimensional ou grandeza adimensional é uma quantidade à qual nenhuma dimensão física é aplicável. Magnitudes adimensionais são amplamente utilizadas em muitos campos, tais como matemática, física, engenharia e economia. Em contraste, exemplos de magnitudes com dimensões são comprimento, tempo e velocidade, que são medidos em unidades dimensionais, como metros, segundos e metro por segundo. São exemplos de magnitudes adimensionais os ângulos planos (quando medidos em radianos), os ângulos sólidos (quando medidos em esferorradianos), o índice de refração, a permeabilidade relativa, a fração de massa, o coeficiente de atrito e o número de Mach.